# 33P/Daniel
33P/Daniel är en periodisk komet som upptäcktes 7 december 1909 av den amerikanske astronomen Zaccheus Daniel vid Halstedobservatoriet, Princeton University, USA.

## Upptäckt
Kometen upptäcktes 1909 just på det dygn då den befann sig som allra närmast jorden och troligen var som allra lättast att finna. Den skenbara magnituden uppskattade Daniel till runt 9 medan själva kometkärnan nådde magnitud 13. Kometen kunde sedan följas av olika astronomer fram till april 1910.

## Återfunnen
Man beräknade att kometen skulle återkomma till det inre av solsystemet 1916, 1923 och 1930. Den återfanns dock aldrig då. 1936 gjorde Hidewo Hirose nya beräkningar på omloppsbanan och tog då med påverkan från Jupiters gravitation i beräkningen. Kometen återfanns den 31 januari 1937 av Shin-ichi Shimizu bara ett knappt dygn från där den hade förväntats.

## Omloppsbanan
1909 var det närmaste avståndet till solen 1,38 AU och omloppstiden 6,48 år. Efter nära passager med planeten Jupiter 1912, 1948, 1959, 1995 och 2018 har perihelieavståndet stegvis ökat till 2,27 AU och omloppstiden till 8,29 år.